# Aptilotus cruciatus
Aptilotus cruciatus är en tvåvingeart som beskrevs av Marshall 1983. Aptilotus cruciatus ingår i släktet Aptilotus och familjen hoppflugor. Inga underarter finns listade i Catalogue of Life.